# Edwin Atherstone
Edwin Atherstone (Nottingham, 17 de abril de 1788 - Bath, 29 de janeiro de 1872) foi um escritor e poeta Inglês. Ela escreveu, entre outras, grande poema épico The fall of Nineveh (Destruição de Nínive) que é composta da 30 libros no pentâmetro iâmbico (verso branco). Ele conta a história de guerra longa contra Sardanapalus (Assurbanípal), último grande rei da Assíria.

## Principais obras
- Destruição de Nínive (1828-1868)
- Israel no Egito (1861)
- Os últimos dias de Herculano (1821)

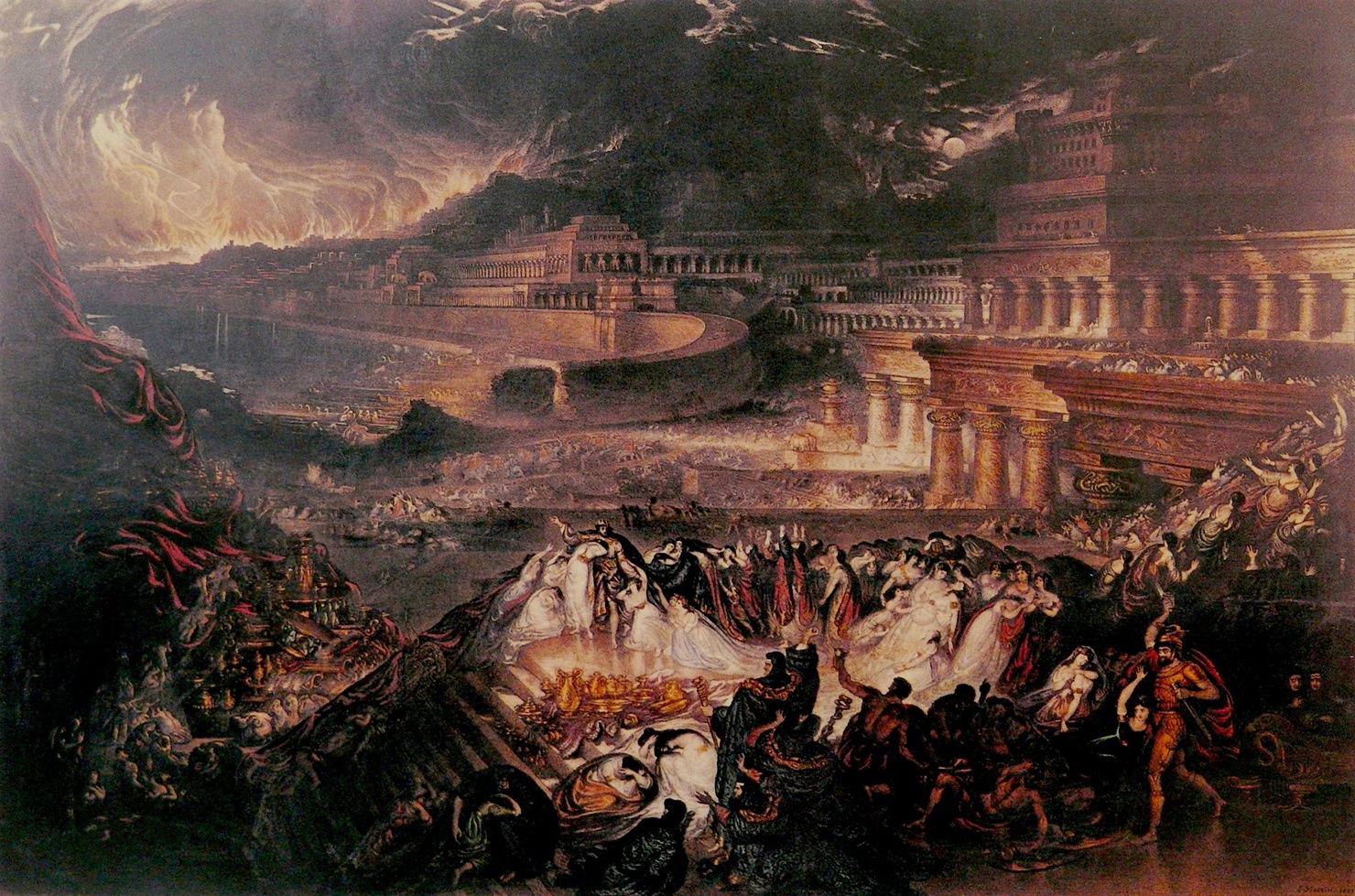
John Martin, Destruição de Nínive

- Abradates e Panthea (1821)
- Reis do mar na Inglaterra (1830)
- A escrita na parede (1858)
- Obras dramáticas (1888)